# Sankt Nikolai rumänsk-ortodoxa kyrka
Sankt Nikolai rumänsk-ortodoxa kyrka (serbisk kyrilliska: Румунска православна црква Светог Николе; latinska: Rumunska pravoslavna crkva Svetog Nikole; rumänska: Biserica ortodoxă română „Sfântul Nicolae”) en rumänsk-ortodox kyrkobyggnad belägen i byn Ritiševo i distriktet Södra Banatet, i den sydöstra delen av provinsen Vojvodina i nordöstra Serbien.
Kyrkan är helgad åt Sankt Nikolaus.

## Historik
Sankt Nikolai rumänsk-ortodoxa kyrka nämndes för första gången år 1763. Den förstördes 1788 i ett krig, men den restaurerades mellan 1796 och 1797.

## Inventarier
- Ikonostasen är gjord av tegel och delvis målad.
- Ovanför dörrarna på ikonostasen finns en inskription på rumänska.
- Flera ikoner från 1700-talets andra hälft har bevarats i kyrkan.